# Софроний (Китаев)
Епископ Софроний (в миру Виталий Александрович Китаев; 29 ноября 1978, село Верхний Жирим, Улан-Удэнский район, Бурятская АССР) — архиерей Русской Православной Церкви на покое, бывший епископ Губкинский и Грайворонский.

## Биография
Родился 29 ноября 1978 года в селе Верхний Жирим Республики Бурятия в семье семейских старообрядцев Забайкалья. Отец — Александр Кузьмич Китаев — лесничий Харитоновского лесничества. Мать — Евдокия Васильевна Китаева — библиотекарь.
По окончании Верхнежиримской средней школы исполнял послушание алтарника в Свято-Вознесенском храме города Улан-Удэ.
В 1996 году поступил в Белгородскую Православную Духовную семинарию (с миссионерской направленностью), которую окончил в 2000 году. Во время обучения участвовал в миссионерской экспедиции в Республику Саха—Якутия. Участвовал в съездах епархиальных миссионеров.
5 апреля 2001 года архиепископом Белгородским и Старооскольским Иоанном пострижен в монашество с именем Софроний в честь святителя Софрония Иркутского.
7 апреля 2001 года рукоположён в сан иеродиакона, 12 апреля 2001 года — в иеромонаха.
Указом архиепископа Иоанна назначен благочинным храма святителя Иннокентия, митрополита Московского и Коломенского, и экономом Белгородской Православной Духовной семинарии и Православной гимназии святых Кирилла и Мефодия.
В 2002—2004 годах обучался на заочном секторе Киевской Духовной Академии.
В 2004 году Указом Патриарха Московского и всея Руси Алексия II награждён правом ношения наперсного креста.
В 2006 году защитил работу «Старообрядцы Забайкалья как составная часть духовного и этнокультурного потенциала Сибири» на степень кандидата богословия.
Принимал участи в миссионерских экспедициях по Сибири и Дальнему Востоку (2002 год), Калмыкии, Адыгее, а также миссионерской поездке на Камчатку.
В 2007 году по благословению митрополита Смоленского и Калининградского Кирилла, председателя ОВЦС, входил в состав официальной делегации в поездке в Индонезию.
С 18 по 23 декабря 2009 года по благословению Патриарха Московского и Всея Руси Кирилла в составе делегации Русской православной церкви участвовал в праздновании 10-летия Православия в государстве Таиланд.
В 2010 году согласно Указу Святейшего Патриарха Московского и всея Руси Кирилла был возведён в сан игумена.
31 мая 2010 года на заседании Священного Синода Русской Православной Церкви назначен наместником Свято-Троицкого Холковского мужского монастыря.
12 февраля 2011 года архиепископом Белгородским и Старооскольским Иоанном награждён, в связи с должностью наместника монастыря, игуменским посохом.
4 апреля 2011 года ко дню Святой Пасхи награждён правом ношения палицы.
18 октября 2011 года назначен официальным представителем Белгородской и Старооскольской епархии в органах государственной власти.

### Архиерейство
7 июня 2012 года на заседании Священного Синода Русской Православной Церкви избран епископом Губкинским и Грайворонским.
9 июня 2012 года в кафедральном Спасо-Преображенском соборе Белгорода архиепископом Иоанном (Поповым) возведён в сан архимандрита.
До епископской хиротонии являлся проректором по административно-хозяйственной части Белгородской Православной семинарии и преподавателем курса «Миссиология».
6 июля 2012 года в храме Всех святых, в земле Российской просиявших, Патриаршей резиденции в Даниловом монастыре в Москве наречён во епископа Губкинского и Грайворонского..
22 июля 2012 года в храме Преображения Господня в Тушине совершена хиротония архимандрита Софрония в сан епископа. Хиротонию совершили Патриарх Московский Кирилл, митрополит Крутицкий и Коломенский Ювеналий (Поярков), митрополит Саранский и Мордовский Варсонофий (Судаков), митрополит Воронежский и Борисоглебский Сергий (Фомин), митрополит Белгородский и Старооскольский Иоанн (Попов), архиепископ Курский и Рыльский Герман (Моралин), епископ Солнечногорский Сергий (Чашин).
С 25 августа 2014 года является заведующим кафедры миссиологии Белгородской Православной Духовной семинарии (с миссионерской направленностью).
Святейшим Патриархом Московским и всея Руси Кириллом удостоен памятного знака «700-летие Преподобного Сергия Радонежского», медали «В память 1000-летия преставления равноапостольного князя Владимира».
Совершал церковные службы дониконовским чином.
9 марта 2017 года решением Священного Синода Русской Православной Церкви включен в состав Комиссии по делам старообрядных приходов и по взаимодействию со старообрядчеством.
15 мая 2025 года решением Священного Синода освобождён от управления Губкинской епархией и почислен на покой. Местом пребывания на покое определён Рождество-Богородичный Санаксарский мужской монастырь под надзором Преосвященного епископа Краснослободского и Темниковского Климента.